# جمال الدين الموسوي العاملي
هو السيد جمال الدين بن علي نور الدين ابن علي بن الحسين. اشتهر والده بابن أبي الحسن الحسينى الموسوي العاملي.
عالم دين شيعي، من بلغاء عصره.

## دراسته وأسفاره
حضر في دمشق على العلامة محمد بن حمزة نقيب الاشراف.
ارتحل إلى مكة عند والده حيث كان ساكنا بها فأقام معه مدة.
ثم ارتحل إلى اليمن أيام أحمد ابن الإمام الحسن.
بعد مدة ارتحل إلى حيدر آباد في الهند، فاستقبله هناك الملك أبو الحسن قطبشاه، وعظّمه وأصبح المرجع العام في تلك البلاد.
وتوفي السيد عام 1098 هجرية في حيدر آباد ودفن فيها.

## شعره
له نظم جيّد فريد، منه هذه الأبيات الغزلية:
```
          يانديمي بمهجتي أفديك      قم وهات الكؤس من هاتيك
          أسقنيها ممزوجة من فيك   بالذي أودع المحاسن فيك
```